# Marie Yanaka
Marie Yanaka (谷中 麻里衣, Yanaka Marie, née le 30 août 1990 à Tokyo, au Japon) est une journaliste de la chaîne de télévision CNBC Nikkei. Diplômée de la faculté de droit de l'université Keiō, elle fut élue Miss Japon en 2011,.

## Source de la traduction
- (en) Cet article est partiellement ou en totalité issu de l’article de Wikipédia en anglais intitulé « Marie Yanaka » (voir la liste des auteurs).